# اقتصاد پساکینزی

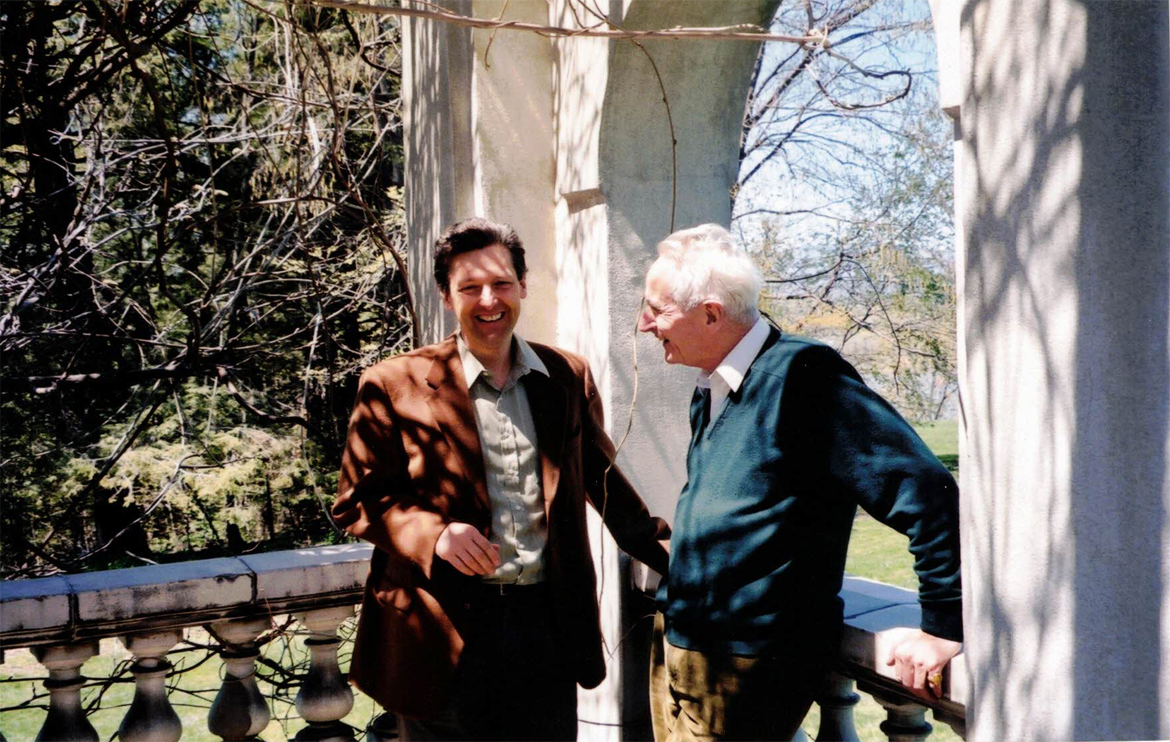
مرتبط

اقتصاد پسا کینزی (انگلیسی: Post-Keynesian economics)  از مکاتب اقتصادی است که ریشه در نظریه عمومی اشتغال، بهره و پول جان مینارد کینز دارد، و توسعه متعاقب آن تا حد زیادی تحت تأثیر میشال کالکی، جون رابینسن،  پال دیویدسن، پیرو استرافا و جن کرگل بوده است. رابرت اسکیدلسکی مورخ استدلال می‌کند که مکتب پسا کینزی نزدیک‌ترین مکتب به روح اثر اصلی کینز باقی مانده است.